# Motion in the Ocean
Motion in the Ocean — третий студийный альбом английской рок-группы McFly, издан в Великобритании 6 ноября 2006 года. В Великобритании признан золотым за продажи более 200 000 копий. «Motion in the Ocean» был записан на звукозаписывающей студии «Grouse Lodge» в Уэстмите Ирландия.
Также было выпущено специальное издание альбома с полной записью выступления на Wembley Arena во время «Motion in The Ocean Tour 2006». Специальное издание распространялось с DVD и «Baby’s Coming Back» по одинаковой цене.

## Список композиций
1. «We Are the Young» (Том Флетчер, Денни Джонс, Джеймс Борн, Джейсон Перри, Джулиан Эмери) — 3:54
2. «Star Girl» (Том Флетчер, Денни Джонс, Дуги Пойнтер, Гарри Джад, Джейсон Перри, Джулиан Эмери, Дэниэл Картер) — 3:28
3. «Please, Please» (Том Флетчер, Денни Джонс, Дуги Пойнтер, Гарри Джад, Джейсон Перри) — 3:09
4. «Sorry’s Not Good Enough» (Том Флетчер,Денни Джонс, Дуги Пойнтер, Джейсон Перри, Джулиан Эмери) — 4:27
5. «Bubble Wrap» (Том Флетчер) — 5:12
6. «Transylvania» (Том Флетчер, Дуги Пойнтер) — 4:10
7. «Lonely» (Том Флетчер, Джеймс Борн) — 3:52
8. «Little Joanna» (Том Флетчер, Денни Джонс, Дуги Пойнтер, Мэтью Флетчер) — 3:56
9. «Friday Night» (Том Флетчер, Денни Джонс, Дуги Пойнтер, Джейсон Перри, Джулиан Эмери, Дэниэл Картер) — 3:22
10. «Walk in the Sun» (Денни Джонс) — 4:35
11. «Home Is Where the Heart Is» (Том Флетчер, Денни Джонс, Джейсон Перри) — 4:31
12. «Don’t Stop Me Now» (Специальное издание и Tour Edition) — 3:20
13. «Silence Is a Scary Sound» (Дуги Пойнтер) — 3:23 (Скрытый трек)
14. «Baby’s Coming Back» (Tour Edition) — 2:59

## Позиции в чартах
| Чарт (2006)                              | Наивысшая позиция |
| ---------------------------------------- | ----------------- |
| UK Albums Chart                          | 6                 |
| Irish Album Chart                        | 23                |
| U.S. «Billboard» European Top 100 Albums | 23                |

## Tour Edition
Tour Edition этого альбома был выпущен в мае 2007 года. Вместе с двумя бонусными треками альбом сопровождался DVD «Motion In The Ocean Tour 2006» записанный на Wembley Arena

### Список композиций
1. «Please Please»
2. «I Wanna Hold You»
3. «All About You»
4. «We Are The Young»
5. «Surf Medley»

- «Surfer Babe»
- «Down By The Lake»
- «That Girl»
- «She Left Me»

1. «Star Girl»
2. «I’ll Be OK»
3. «Sorry’s Not Good Enough»
4. «Fight For Your Right»
5. «Not Alone»
6. «Room On The 3rd Floor»
7. «Ghostbusters»
8. «I’ve Got You»
9. «Obviously»
10. «Don’t Stop Me Now»
11. «Five Colours In Her Hair»

## Позиции в чартах
- Tour Edition*

| Чарт (2006)       | Наивысшая позиция |
| ----------------- | ----------------- |
| UK Albums Chart   | 14                |
| Irish Album Chart | 68                |